# 5058 Tarrega
5058 Tarrega (1987 OM) là một tiểu hành tinh vành đai chính được phát hiện ngày 28 tháng 7 năm 1987 bởi T. Seki ở Geisei.